# Alfred von Großbritannien, Irland und Hannover

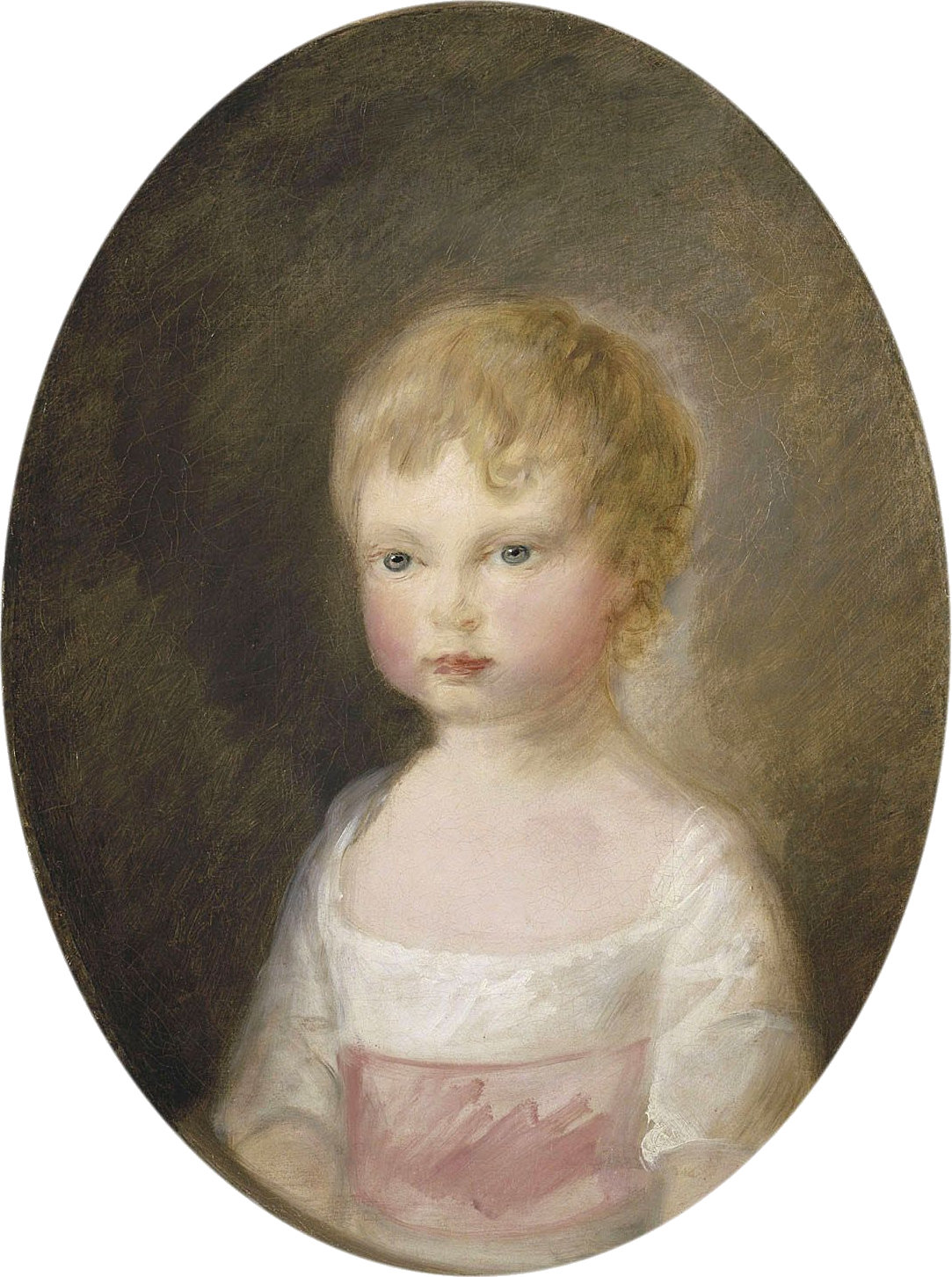
Porträt von Prinz Alfred, 1782, Gemälde von Thomas Gainsborough

Prinz Alfred von Großbritannien, Irland und Hannover (* 22. September 1780 im Buckingham Palace; † 20. August 1782 in Windsor Castle) war ein Mitglied der britischen Königsfamilie. Er war das vierzehnte Kind und der neunte Sohn des britischen Königs Georg III. und dessen Ehefrau Königin Charlotte. Alfred erkrankte nach einer Pockenimpfung und starb im Alter von knapp zwei Jahren, zusammen mit dem Tod seines Bruders Prinz Octavius sechs Monate später war dies ein schwerer Schock für seine Eltern. In seinen späteren Anfällen von Wahnsinn führte König George imaginative Gespräche mit seinen jüngsten Söhnen.

## Leben
Prinz Alfred wurde am 22. September 1780 im Buckingham Palace geboren. Er war das vierzehnte Kind und der neunte Sohn von König George III und seine Gemahlin Königin Charlotte von Mecklenburg-Strelitz.
Der kleine Prinz wurde am 21. Oktober 1780 von Frederick Cornwallis dem Erzbischof von Canterbury im Großen Ratssaal des St James Palace getauft. Seine Taufpaten waren sein ältester Bruder, der Prince of Wales, sein zweitältester Bruder Prinz Friedrich und seine älteste Schwester, die Princess Royal. Als vierzehntes Kind und neunter Sohn seiner Eltern war seine Geburt keine große Überraschung, aber die Familie freute sich sehr; vor allem seine Schwester Sophia, die ihn laut seiner Schwester Elisabeth, ihren „Enkel“ nannte.

## Tod und Nachwirkungen
1782 wurde Prinz Alfred gegen Pocken geimpft. Dies war zu viel für das Baby und im Juni wurde er zu Erholung zusammen mit seiner Gouvernante Lady Charlotte Finch nach Deal geschickt. Man erhoffte sich, dass die Seeluft, das Baden im Wasser und das Reiten seinen Zustand verbessern würden. Während seines Aufenthaltes in Deal machte sich Alfred bei vielen Menschen beliebt, darunter bei einer alten Frau, der er winkte. Trotz seiner charmanten Charakters beunruhigte er durch ausbrechende Flecken und Probleme mit der Brust. Als er im August 1782 nach Windsor zurückkehrte, untersuchten die Ärzte ihn und erkannten, dass der Junge nur noch wenige Wochen zu leben hatte. Nach Fieberschüben und anhaltenden Problemen mit der Brust, starb Prinz Alfred am 20. August 1782 in Windsor Castle mit knapp zwei Jahren.
Obwohl der Haushalt offiziell nicht trauerte (dies war für königliche Kinder jünger als vierzehn Jahre nicht vorgeschrieben), traf der Verlust seine Eltern schwer. Laut Lady Charlotte Finch, weinte die Königin sehr und „der Verlust schmerzte sie sehr, genauso wie den König“. Alfred wurde in der Westminster Abbey beigesetzt, seine sterblichen Überreste wurden später am 11. Februar 1820 in die St. Georgs-Kapelle in Windsor Castle überführt. Sein Vater verharrte in seiner Trauer um ihn, und der Anblick der Porträts von Alfred auf einem Gemälde der Familie von Thomas Gainsborough fast ein Jahr nach Alfreds Tod, brachte seine drei ältesten Schwestern dazu in Tränen zusammenzubrechen. Sechs Monate nach Alfreds Tod starb sein älterer Bruder Octavius ebenfalls am Pockenvirus, was den König noch weiter verstörte. Bei einem seiner Anfälle von Wahnsinn im Jahr 1812, führte König George imaginäre Gespräche mit seinen beiden jüngsten Söhnen.
Alfreds jüngste Schwester Prinzessin Amalia wurde in den Monaten nach Alfreds Tod gezeugt und kam nach fast genau einem Jahr, nachdem er gestorben war, zur Welt. Er war das erste von George III und Königin Charlottes Kindern, das starb, 75 Jahre vor seiner älteren Schwester Mary, die die letzte Überlebende von Georges und Charlottes fünfzehn Kindern war. Alfred war das einzige unter den ersten vierzehn Kindern, welches nie ein älteres Geschwister wurde, während er noch am Leben war, das einzige jüngere Kind wurde nach seinem Tod geboren.

## Ahnentafel
| Ahnentafel Alfred von Großbritannien | Ahnentafel Alfred von Großbritannien                                                      | Ahnentafel Alfred von Großbritannien                                                                           | Ahnentafel Alfred von Großbritannien                                                                                    | Ahnentafel Alfred von Großbritannien                                                                                | Ahnentafel Alfred von Großbritannien                                                                                    | Ahnentafel Alfred von Großbritannien                                                                                         | Ahnentafel Alfred von Großbritannien                                                                                   | Ahnentafel Alfred von Großbritannien                                                                                   |
| ------------------------------------ | ----------------------------------------------------------------------------------------- | --- | --- | --- | --- | --- | --- | --- |
| Urur- groß- eltern                   | König Georg I. (1660–1727) ⚭ 1682 Sophie Dorothea von Braunschweig-Lüneburg (1666–1726)   | Markgraf Johann Friedrich von Brandenburg-Ansbach (1654–1686) ⚭ 1681 Eleonore von Sachsen-Eisenach (1662–1696) | Herzog Friedrich I. von Sachsen-Gotha-Altenburg (1646–1691) ⚭ 1669 Magdalena Sibylle von Sachsen-Weißenfels (1648–1681) | Fürst Karl Wilhelm von Anhalt-Zerbst (1652–1718) ⚭ 1676 Sophia von Sachsen-Weißenfels (1654–1724)                   | Herzog Adolf Friedrich I. von Mecklenburg (1588–1658) ⚭ 1635 Marie Katharina von Braunschweig-Dannenberg (1616–1665)    | Fürst Christian Wilhelm von Schwarzburg-Sondershausen (1647–1721) ⚭ 1673 Antonie Sibylle von Barby und Mühlingen (1641–1684) | Herzog Ernst von Sachsen-Hildburghausen (1655–1715) ⚭ 1680 Sophia Henriette von Waldeck (1662–1702)                    | Graf Georg Ludwig I. von Erbach-Erbach (1643–1693) ⚭ 1664 Gräfin Amalia Katharina von Waldeck-Eisenberg (1640–1697)    |
| Ur- groß- eltern                     | König Georg II. (1683–1760) ⚭ 1705 Caroline von Brandenburg-Ansbach (1683–1737)           | König Georg II. (1683–1760) ⚭ 1705 Caroline von Brandenburg-Ansbach (1683–1737)                                | Herzog Friedrich II. von Sachsen-Gotha-Altenburg (1676–1732) ⚭ 1696 Magdalena Augusta von Anhalt-Zerbst (1679–1740)     | Herzog Friedrich II. von Sachsen-Gotha-Altenburg (1676–1732) ⚭ 1696 Magdalena Augusta von Anhalt-Zerbst (1679–1740) | Herzog Adolf Friedrich II. von Mecklenburg-Strelitz (1658–1708) ⚭ 1705 Emilie von Schwarzburg-Sondershausen (1681–1751) | Herzog Adolf Friedrich II. von Mecklenburg-Strelitz (1658–1708) ⚭ 1705 Emilie von Schwarzburg-Sondershausen (1681–1751)      | Herzog Ernst Friedrich I. von Sachsen-Hildburghausen (1681–1724) ⚭ 1704 Sophia Albertine von Erbach-Erbach (1683–1742) | Herzog Ernst Friedrich I. von Sachsen-Hildburghausen (1681–1724) ⚭ 1704 Sophia Albertine von Erbach-Erbach (1683–1742) |
| Groß- eltern                         | Prinz Friedrich Ludwig (1707–1751) ⚭ 1736 Augusta von Sachsen-Gotha-Altenburg (1719–1772) | Prinz Friedrich Ludwig (1707–1751) ⚭ 1736 Augusta von Sachsen-Gotha-Altenburg (1719–1772)                      | Prinz Friedrich Ludwig (1707–1751) ⚭ 1736 Augusta von Sachsen-Gotha-Altenburg (1719–1772)                               | Prinz Friedrich Ludwig (1707–1751) ⚭ 1736 Augusta von Sachsen-Gotha-Altenburg (1719–1772)                           | Herzog Karl zu Mecklenburg (1708–1752) ⚭ 1735 Elisabeth Albertine von Sachsen-Hildburghausen (1713–1761)                | Herzog Karl zu Mecklenburg (1708–1752) ⚭ 1735 Elisabeth Albertine von Sachsen-Hildburghausen (1713–1761)                     | Herzog Karl zu Mecklenburg (1708–1752) ⚭ 1735 Elisabeth Albertine von Sachsen-Hildburghausen (1713–1761)               | Herzog Karl zu Mecklenburg (1708–1752) ⚭ 1735 Elisabeth Albertine von Sachsen-Hildburghausen (1713–1761)               |
| Eltern                               | König Georg III. (1738–1820) ⚭ 1761 Sophie Charlotte von Mecklenburg-Strelitz (1744–1818) | König Georg III. (1738–1820) ⚭ 1761 Sophie Charlotte von Mecklenburg-Strelitz (1744–1818)                      | König Georg III. (1738–1820) ⚭ 1761 Sophie Charlotte von Mecklenburg-Strelitz (1744–1818)                               | König Georg III. (1738–1820) ⚭ 1761 Sophie Charlotte von Mecklenburg-Strelitz (1744–1818)                           | König Georg III. (1738–1820) ⚭ 1761 Sophie Charlotte von Mecklenburg-Strelitz (1744–1818)                               | König Georg III. (1738–1820) ⚭ 1761 Sophie Charlotte von Mecklenburg-Strelitz (1744–1818)                                    | König Georg III. (1738–1820) ⚭ 1761 Sophie Charlotte von Mecklenburg-Strelitz (1744–1818)                              | König Georg III. (1738–1820) ⚭ 1761 Sophie Charlotte von Mecklenburg-Strelitz (1744–1818)                              |
| Alfred von Großbritannien            |                                                                                           | | | | | | | |